# George Cummings
George Cummings (Thornbridge, 5 giugno 1913 – Birmingham, 9 aprile 1987) è stato un calciatore scozzese, noto per essere stato il capitano dell'Aston Villa dal 1938 al 1949.

## Palmarès

### Club

#### Competizioni nazionali
- Second Division: 1

Aston Villa: 1937-1938